# Ophryophryne
Ophryophryne là một chi động vật lưỡng cư trong họ Megophryidae, thuộc bộ Anura. Chi này có 5 loài và không bị đe dọa tuyệt chủng.